# NGC 4128
NGC 4128 је лентикуларна галаксија у сазвежђу Змај која се налази на NGC листи објеката дубоког неба.
Деклинација објекта је + 68° 46' 5" а ректасцензија 12h 8m 32,2s. Привидна величина (магнитуда) објекта NGC 4128 износи 11,9 а фотографска магнитуда 12,9. Налази се на удаљености од 36,4000 милиона парсека од Сунца. NGC 4128 је још познат и под ознакама UGC 7120, MCG 12-12-2A, CGCG 335-3, PGC 38555.